# Viglain
Viglain ist eine französische Gemeinde mit 854 Einwohnern (Stand: 1. Januar 2022) im Département Loiret in der Region Centre-Val de Loire. Die Gemeinde gehört zum Arrondissement Orléans und ist Teil des Kantons Sully-sur-Loire. Die Einwohner werden Viglainois genannt.

## Geographie
Viglain liegt etwa 29 Kilometer ostsüdöstlich von Orléans in der Sologne. Umgeben wird Viglain von den Nachbargemeinden Guilly im Norden, Sully-sur-Loire im Osten, Villemurlin im Süden und Südosten, Isdes im Süden und Südwesten, Vannes-sur-Cosson im Westen und Südwesten sowie Neuvy-en-Sullias im Westen und Nordwesten.

## Bevölkerungsentwicklung
| 1962                      | 1968 | 1975 | 1982 | 1990 | 1999 | 2006 | 2013 |
| ------------------------- | ---- | ---- | ---- | ---- | ---- | ---- | ---- |
| 551                       | 560  | 623  | 698  | 779  | 832  | 873  | 888  |
| Quelle: Cassini und INSEE |      |      |      |      |      |      |      |

## Sehenswürdigkeiten
- Kirche Saint-André aus dem 12. Jahrhundert, Umbauten aus dem 14. und 19. Jahrhundert
- Schloss Beauregard aus dem 16. Jahrhundert